# Конституція Болгарії
Конституція Республіки Болгарії — верховний закон Республіки Болгарії, яким встановлено державний устрій. Жоден закон, указ президента чи будь-який інший нормативний або адміністративний акт не може суперечити їй. Відповідно до ст. 5 гл. 3 конституції закони або інші нормативні й адміністративні акти в Болгарії не мають «зворотної сили» — ніхто не може бути засуджений за будь-які діяння чи бездіяння, які під час їхнього здійснення не складали злочину за чинними законами.
Відповідність законів та інших нормативних чи адміністративних актів конституції визначається Конституційним судом Республіки Болгарії.
Тільки Великі народні збори Болгарії мають повноваження обговорювати та приймати нову конституцію. Правки до чинної конституції можуть приймати і Звичайні народні збори, але тільки якщо у трьох послідовних голосуваннях, проведених у три різних дні, набереться не менше 3/4 голосів «за».

## Чинна конституція

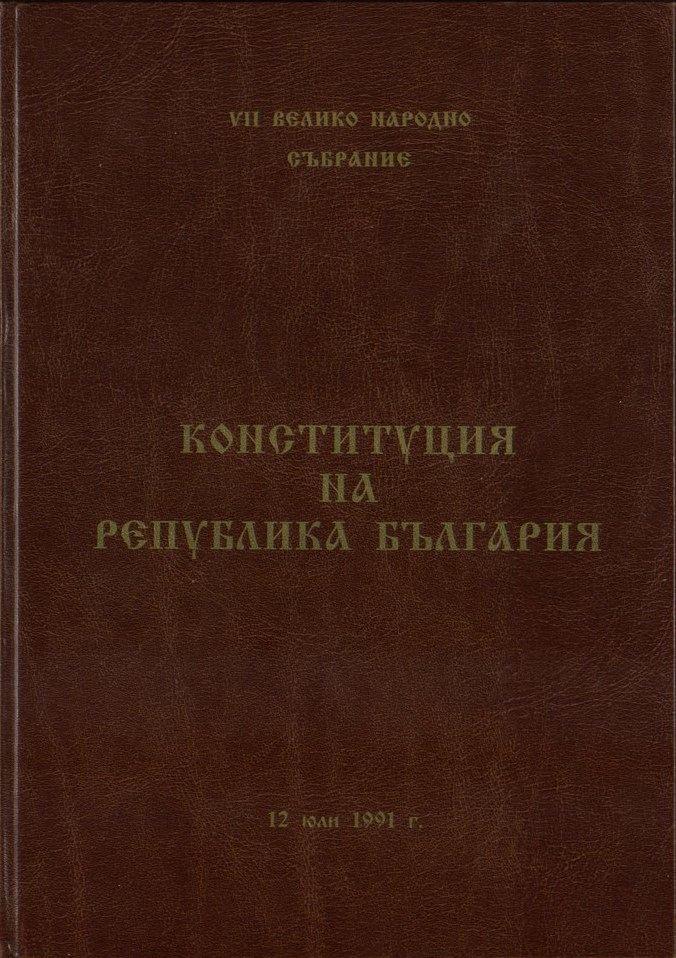
Конституція Болгарії

Чинну конституцію було прийнято 7-ми Великими народними зборами 12 липня 1991 року.
| Глава I    | Основні засади                                               |
| Глава II   | Основні права та обов’язки громадян                          |
| Глава III  | Народні збори                                                |
| Глава IV   | Президент республіки                                         |
| Глава V    | Рада міністрів                                               |
| Глава VI   | Судова влада                                                 |
| Глава VII  | Місцеве самоврядування та місцева адміністрація              |
| Глава VIII | Конституційний суд                                           |
| Глава IX   | Зміни та доповнення конституції. Прийняття нової конституції |
| Глава X    | Герб, Печатка, Прапор, Гімн, Столиця                         |

Повний текст чинної конституції Болгарії [Архівовано 28 листопада 2010 у Wayback Machine.] (болг.)

## Попередні болгарські конституції

### Тирновська конституція (1879–1911)
Перша конституція країни — Конституція Болгарскаго Княжества — прийнята 16 квітня 1879 року в місті Велико-Тирново.

### «Срібна» конституція (1911–1947)

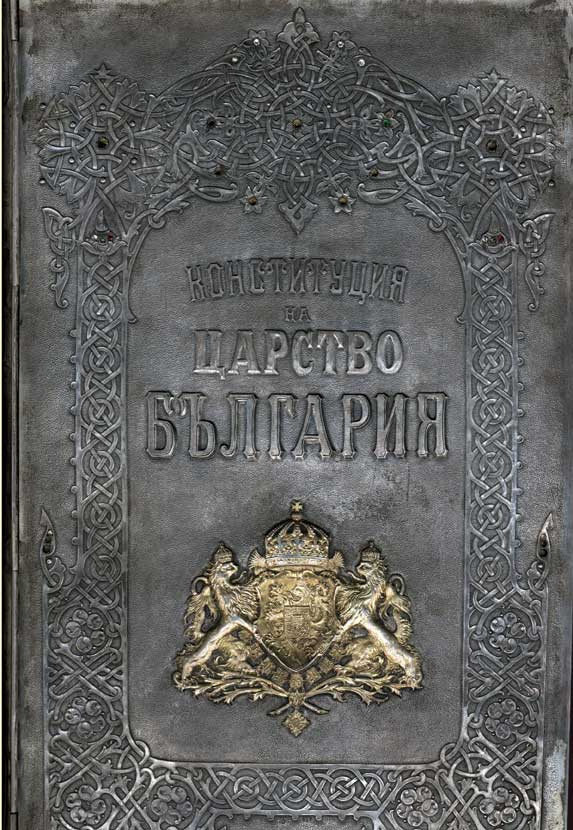
Оздоблення «Срібної» болгарської конституції

1911 року 5-ті Великі народні збори зробили цілісну редакцію Тирновської конституції відповідно до нового правового та міжнародного статусу болгарської держави, яка після 22 вересня 1908 року — день проголошення незалежності країни — із «Князівства Болгарії» стала «Царством Болгарія». Відповідно до цих змін слова «князівство» і «князь» в Тирновській конституції усюди, включаючи назву, були замінені на «царство» і «цар» відповідно. Болгарський монарх отримав більш широкі повноваження. Мандат болгарського парламенту став 4-річним. Пізніше ця конституція була названа «срібною» за срібним оздобленням її першого офіційного видання.

### Димитровська конституція (1947–1971)
9 вересня 1944 року в Болгарії відбулась соціалістична революція й до 10 листопада 1989 року країна розвивалась за соціалістичним шляхом. 4 грудня 1947 6-ті Великі народні збори затвердили «Конституцію Народної Республіки Болгарії». Згодом її було названо «Димитровською» на честь її основного укладача — болгарського комуніста Георгія Димитрова.

### Живковська конституція (1971–1991)
18 травня 1971 року 31-і Народні збори голосували за «Конституцію Народної республіки Болгарії», яка суттєво відрізнялась від «Димитровської» попри те, що назва залишилась незмінною. Згодом цю конституцію було названо «Живковською» за іменем людини, яка 31 рік очолювала комуністичну Болагрію — Тодора Живкова.